# 알렉시 팽튀로
알렉시 팽튀로(프랑스어: Alexis Pinturault, 1991년 3월 20일~)는 프랑스의 알파인 스키 선수이다. 올림픽에서 은메달 1개, 동메달 1개를 획득했으며, 세계 선수권 대회에서 금메달 2개, 은메달 1개, 동메달 3개를 획득했다. 2020–21년 월드컵에서 종합 우승을 차지했으며, 월드컵 금메달 34개를 획득하여 프랑스 선수 중 가장 많은 알파인 스키 월드컵 금메달을 획득한 선수가 되었다.